# Michaela Fuchs (Archäologin)
Michaela Fuchs (* 1949 in Adelsberg) ist eine deutsche Klassische Archäologin.

## Werdegang
Michaela Fuchs legte 1971 in Stuttgart ihr Abitur ab und begann anschließend ein Studium der Klassischen Archäologie, Kunstgeschichte sowie Vor- und Frühgeschichte an den Universitäten Tübingen, Würzburg, Rom und München. Von 1973 bis zum Ende des Studiums 1980 wurde sie von der Studienstiftung des Deutschen Volkes gefördert. Im April 1980 wurde sie in Tübingen bei Ulrich Hausmann mit einer Arbeit zum Thema Ausstattung römischer Theater in Italien und den Westprovinzen des Imperium Romanum promoviert. Nach der Promotion konnte Fuchs als Inhaberin des Reisestipendiums des Deutschen Archäologischen Instituts den Mittelmeerraum bereisen. Dabei konnte sie in Fiesole die magazinierten Funde aus dem Theater aufarbeiten und an der Neugestaltung des Museums von Fiesole mitwirken. 1981/82 bearbeitete sie mit einem Werkvertrag der Kommission für Alte Geschichte und Epigraphik den Nachlass Helmut Berves in bibliothekarischer Form. Von 1982 bis 1987 war Fuchs Wissenschaftliche Angestellte an den Staatlichen Antikensammlungen und Glyptothek in München. Daran schloss sich bis 1990 ein Forschungsaufenthalt am Howard Crosby Butler-Archive der Princeton University an, wo sie zudem als Lehrbeauftragte und 1989/90 als Gastwissenschaftler arbeitete. Nach der Rückkehr nach Deutschland nahm sie von 1990 bis 1992 Lehraufträge an der Universität Eichstätt wahr und war Habilitationsstipendiatin der Deutschen Forschungsgemeinschaft. 1993 wurde Fuchs erneut Wissenschaftliche Angestellte an den Staatlichen Antikensammlungen und Glyptothek, ging aber 1995 an die Freie Universität Berlin. Dort habilitierte sie sich im November 1996 mit der Arbeit In hoc etiam genere Graeciae nihil cedamus. Studien zur Romanisierung der späthellenistischen Kunst im 1. Jh. v. Chr. am Beispiel der Idealplastik. 1998 wechselte sie weiter zur Universität Tübingen. 1999 scheiterte der Versuch Nachfolgerin von Thuri Lorenz an der Universität Graz, ein Jahr später der Versuch Nachfolgerin Jürgen Borchhardts in Wien zu werden. 1999/2000 weilte sie nochmals für einen Forschungsaufenthalt in Princeton, 2000/01 lehrte sie an der Universität Innsbruck. 2001 habilitierte sich Fuchs an die Universität München um, wo sie seitdem tätig ist, im April 2007 erhielt sie den Titel außerplanmäßige Professorin verliehen. Eine Gastprofessur führte sie 2002/03 nach Graz, im Sommersemester 2008 an die Universität Wien.
Fuchs forscht vorrangig zur antiken, insbesondere der römischen Skulptur. Verheiratet war sie mit dem Klassischen Archäologen Hugo Meyer (1949–2015).

## Schriften (Auswahl)
- Herausgeberin: Führer durch die Ruinen von Olympia. Karawane-Verlag, Ludwigsburg, 2. Auflage 1977 (Karawane-Reiseführer)
- Il teatro romano di Fiesole. Corpus delle sculture (= Studia archaeologica Band 40). L’Erma di Bretschneider, Rom 1986, ISBN 88-7062-591-5.
- Untersuchungen zur Ausstattung römischer Theater in Italien und den Westprovinzen des Imperium Romanum. von Zabern, Mainz 1987, ISBN 3-8053-0852-3.
- Glyptothek München. Katalog der Skulpturen Bd. VI: Römische Idealplastik. C. H. Beck, München 1992, ISBN 3-406-35479-3.
- In hoc etiam genere Graeciae nihil cedamus. Studien zur Romanisierung der späthellenistischen Kunst im 1. Jh. v. Chr. am Beispiel der Idealplastik. von Zabern, Mainz 1998, ISBN 3-8053-2519-3.
- Glyptothek München. Katalog der Skulpturen Bd. VII: Römische Reliefwerke. von Zabern, Mainz 2002, ISBN 3-406-48650-9.
- Der Fries des Dionysos-Tempels in Teos. Phoibos, Wien 2021, ISBN 978-3-85161-264-6.